# Death (gruppo musicale)
I Death sono stati un gruppo death metal statunitense originario di Orlando, Florida.
Fondati nel 1984 dal frontman Chuck Schuldiner, tra l'altro unico componente fisso durante tutto il loro periodo di attività, e sciolti nel 1999, le possibilità di un ritorno furono definitivamente stroncate nel dicembre del 2001 a causa della prematura morte dello stesso Schuldiner, colpito da un tumore al cervello.
Citati tra i principali innovatori del death metal, l'album d'esordio Scream Bloody Gore è stato descritto come il primo vero esempio di questo genere, mentre il terzo album Spiritual Healing fu definito come uno dei primi esempi di incontro tra il death e le strutture tipiche del jazz, che avrebbe poi portato alla nascita del technical death metal.
I Death hanno venduto oltre due milioni di album nel mondo, dei quali oltre 500.000 nei soli Stati Uniti: questo li rende una delle band di maggiore successo nel genere assieme ai Cannibal Corpse e agli In Flames.

## Storia del gruppo

### Gli esordi (1983-1986)
Nel 1983 il chitarrista Chuck Schuldiner decise di fondare a Orlando, Florida, il suo primo gruppo musicale. La band fu denominata Mantas e completò la sua prima formazione con l'inserimento dei musicisti Kam Lee e Rick Rozz. Schuldiner e compagni cominciarono quindi a comporre le prime demo, registrate amatorialmente nel garage dell'abitazione della madre di Schuldiner con una vecchia radio Panasonic.
Queste prime tracce vennero raccolte in un demo del 1983, il primo pubblicato dagli allora Mantas, intitolato Death by Metal. Il disco presentò in copertina un'immagine di Chuck, Kam e Rick posti di fronte ad una scritta recitante "Danger, High Voltage" ("Pericolo, alto voltaggio") e contenne le prime versioni dei brani Legion of Doom, Mantas, Power of Darkness, Evil Dead e Death by Metal. L'album circolò nel mondo delle etichette indipendenti, permettendo ai Mantas di acquistare una buona fama nell'underground metal della zona e i primi buoni giudizi dai critici.
Nonostante ciò, nel 1984 Schuldiner decise di sciogliere il gruppo per rifondarne uno nuovo. La scelta del nome della nuova band cadde sulla parola Death (Morte) e la formazione del gruppo fu pressoché mantenuta identica, in quanto furono confermati Rick Rozz e Kam Lee e ingaggiato il solo bassista Dave Tett. La scelta da parte di Schuldiner del nome "Death" deriva dal dolore per la perdita del fratello Frank, avvenuta nel 1974 a causa di un tragico incidente stradale. L'autore del celebre logo della band fu lo stesso Schuldiner.
Dopo pochi mesi dalla fondazione, i Death pubblicarono altre due demo dal titolo Reign of Terror (la cui copertina, raffigurante una ghigliottina, dei vulcani e un'esile figura della morte, fu disegnata direttamente da Kam Lee) e Live at Ruby's Pub, quest'ultimo primo documento dal vivo del gruppo registrato durante un'esibizione in un locale di Orlando. Il 9 marzo 1985 i Death pubblicarono una nuova demo, intitolata Infernal Death, contenente le tracce Arch Angel, Baptized in Blood e Infernal Death. Dopo questa pubblicazione Schuldiner, a causa di sempre maggiori contrasti, licenziò Lee e Rozz per assumere il bassista Scott Carlson e il chitarrista Matt Olivio, entrambi ex componenti dei Repulsion. In un'intervista del 1987, Chris Reifert disse che Rick fu cacciato dalla band perché, a suo dire, era "una grassa checca smidollata", mentre Kam "si concentrava troppo sull'estremo".
Non trovando un batterista adatto per il progetto del gruppo, Schuldiner scelse di sciogliere la band e di trasferirsi a San Francisco. In questa città entrò in buoni rapporti con Eric Brecht, già percussionista dei Dirty Rotten Imbeciles, e con un bassista di nome Erik Meade, con i quali rifondò i Death e registrò sette nuove tracce, raccolte poi in un demo dal titolo Back from the Dead. Insoddisfatto però anche di questa formazione, Chuck sciolse un'altra volta il gruppo e ritornò in Florida. Lì si dedicò a una lenta e attenta rivalutazione del suo stile alla chitarra, attraverso la quale si incentrò su melodie più varie e tecniche, assoli e riff più adatti alla nuova scena thrash/death metal del periodo. Fu così che nel 1986 Chuck ricevette un invito dalla band canadese Slaughter per suonare nel loro nuovo album Strappado come chitarrista ritmico. Schuldiner accettò l'invito e si spostò così in Canada ma, resosi conto delle notevoli divergenze stilistiche tra lui e questa band, tornò per l'ennesima volta in Florida, per poi spostarsi nuovamente a San Francisco per reclutare Chris Reifert e rifondare in breve tempo i Death, con i quali registrò, per la prima volta in uno studio, una nuova demo, Mutilation. Questo disco, grazie anche alla sua buona qualità, circolò notevolmente nell'underground e fece presto pervenire alla band un contratto con l'etichetta discografica Combat Records.

### I primi successi (1987-1990)

I Death in una foto promozionale del 1989

Nel novembre 1986 i Death registrarono, con i soli Schuldiner alla voce, alla chitarra e al basso, e Reifert alla batteria, il loro album d'esordio, intitolato Scream Bloody Gore e pubblicato nel maggio 1987, negli Stati Uniti dalla Combat Records e in Europa dalla Music for Nations. Schuldiner inserì comunque in formazione un secondo chitarrista, John Hand, il quale però non prese mai parte alle registrazioni dell'album nonostante fosse stato incluso nei crediti del libretto del disco.
Scream Bloody Gore fu uno dei primi album del nuovo movimento musicale poi denominato dai critici musicali death metal, e ai Death fu attribuita la paternità di tale genere insieme a un altro gruppo della Florida, i Possessed. Schuldiner stesso fu definito dalla critica specializzata come "il padrino del death metal", nonostante questi abbia sin da subito rifiutato tale paternità.
Nonostante il buon successo derivante dalle vendite, Schuldiner decise di rivoluzionare nuovamente la situazione della band, ritornando ad Orlando e allontanando Chris Reifert per richiamare a suonare con i Death Rick Rozz. In seguito assunse anche due membri dei Massacre, ovvero il bassista Terry Butler e il batterista Bill Andrews, i quali avevano accettato di lasciare la loro ex band in seguito al crescere dei contrasti con il cantante Kam Lee.
Con questa nuova formazione i Death pubblicarono nel 1988 il loro secondo album, intitolato Leprosy. Il disco incrementò il discreto successo del precedente prodotto grazie anche a una migliore qualità di registrazione e a testi che per la prima volta si incentrarono sul sociale, sui conflitti interni tra la tormentata vita passata di Chuck Schuldiner e sul nuovo emergente carattere filosofico e umano del chitarrista. Pull the Plug in particolare divenne la canzone simbolo dei fan della band in quegli anni, che non mancarono di farla suonare sempre nei loro locali o di proporla alle stazioni radio di genere.
Nel 1989, in seguito all'uscita di questo disco, la band partì per il suo primo tour europeo, durante il quale Rick Rozz fu però licenziato a causa di nuovi contrasti con gli altri componenti e rimpiazzato da James Murphy. Con il nuovo componente i Death registrarono sul finire dell'anno un terzo disco, denominato Spiritual Healing e pubblicato nel 1990. In questo disco Chuck abbandonò definitivamente le tematiche gore in favore della critica sociale; fu così che tracce come Living Monstrosity si interessarono del problema dell'uso della cocaina tra le donne incinte, mentre brani come Altering the Future affrontarono il problema sempre crescente dell'aborto tra le giovani coppie. Nell'album avvenne anche una notevole evoluzione sul piano musicale che portò ad un globale aumento dello spessore tecnico e qualitativo. Spiritual Healing segnò il definitivo avvento di un nuovo genere, in seguito denominato dai critici technical death metal, caratterizzato da strutture innovative e un alto spessore tecnico.
Dopo un tour in Messico, James Murphy fu allontanato dal gruppo. Sempre nel 1990, alla vigilia dell'inizio di un nuovo tour europeo, Schuldiner decise di rinviarlo in quanto non si sentiva mentalmente e fisicamente pronto. Ciononostante, Andrews e Butler decisero di ignorare la scelta di Schuldiner e continuarono lo stesso il tour, avvalendosi del nome "Death" e reclutando Walter Trachsler alla chitarra e Louie Carrisalez alla voce in sostituzione del loro leader. In seguito l'evento passerà alla storia come "Fuck Chuck Tour".
Questo fatto generò l'immediato disgusto e la disapprovazione dei fan e dello stesso Chuck, il quale intraprese immediatamente un'azione legale contro i due musicisti. Dopo poche sedute la corte restituì a Schuldiner il possesso del nome Death e Andrews e Butler furono definitivamente allontanati dalla band.

### Il successo (1991-1995)

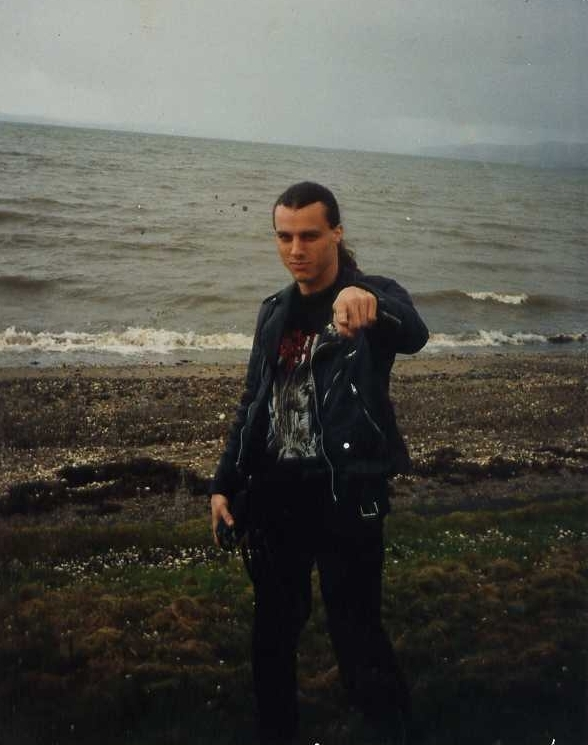
Chuck Schuldiner ai tempi di Human (1991)

In seguito ai recenti avvenimenti Schuldiner decise di abbandonare definitivamente l'idea di una band a formazione fissa decidendo di lavorare solo con musicisti di sessione ingaggiati volta per volta per le registrazioni degli album e per i concerti. La scelta dei componenti della prima formazione non permanente del gruppo cadde su Steve DiGiorgio al basso, Sean Reinert alla batteria e Paul Masvidal alla chitarra. DiGiorgio era già entrato in contatto con Schuldiner ai tempi della scuola, quando quest'ultimo gli fece ascoltare le prime demo dei Death, ed erano rimasti sin da allora in buoni rapporti.
Con la nuova line-up, Schuldiner si dedicò interamente alle registrazioni del nuovo album del gruppo, intitolato Human, successivamente pubblicato nel 1991. Il disco vendette un elevato numero di copie e ricevette recensioni positive su tutte le riviste di settore. Human, decisamente più tecnico e progressivo dei tre lavori precedenti, fu il primo album dei Death a raggiungere un definitivo completamento musicale e tecnico.
Il brano Suicide Machine fu accolto dai fan come una sorta di seguito di Pull the Plug, divenendo uno degli apici testuali di Chuck, e il pubblico poté per la prima volta vedere i Death circolare all'interno delle reti televisive (e in particolare nel canale televisivo MTV's Headbanger's Ball) grazie al video musicale, prodotto e diretto da David Bellino, della traccia Lack of Comprehension. Al 2011, Human risulterà essere il disco di maggior successo dei Death, con oltre 90 000 copie vendute nei soli Stati Uniti e il futuro inserimento nella lista dei 100 migliori album metal di tutti i tempi secondo Rolling Stone.
A causa di impegni con la sua altra band, i Sadus, DiGiorgio fu costretto a lasciare anzitempo la band e fu sostituito dal bassista Scott Carino, in modo che la band potesse prendere parte a un tour mondiale che durò dall'ottobre 1991 al marzo 1992. Durante questa lunga tournée fu pubblicata la prima raccolta del gruppo, Fate: The Best of Death, la quale ripropose i maggiori successi del gruppo fino a quegli anni. Schuldiner non sarà mai d'accordo con le scelte prese dall'etichetta per il disco, sia per quanto riguarda le tracce che per la cover.
Terminata la lunga serie di concerti, il manager musicale Eric Greif, che aveva seguito i Death dal 1988 al 1992, fu licenziato dalla band a causa di sempre più affioranti incomprensioni, tra cui il mancato pagamento del bus nel tour europeo, ed altri debiti, che avevano decimato le vendite fatte con l'ultimo album. Questo licenziamento violò di fatto il suo contratto e i Death furono perciò oggetto di un'azione legale da parte di Greif. La problematica fu abilmente aggirata da Schuldiner, il quale decise di risarcire in denaro Grief per evitare che i membri si citassero a giudizio a vicenda.
Lasciato Greif, Schuldiner decise di autogestire il gruppo per il resto della carriera. Nel 1993 Reinert e Masvidal lasciarono la band per continuare il loro lavoro con i Cynic e nei Death entrarono così Gene Hoglan dei Dark Angel e il chitarrista Andy LaRocque dei King Diamond, e nuovamente Steve DiGiorgio. Con questa nuova formazione prese forma un nuovo album, intitolato Individual Thought Patterns e pubblicato a metà 1993. Il disco fu da molti critici considerato come il capolavoro del gruppo e presentò un sound raffinato e ricercato, dominato da un'incredibile quantità di melodie inedite affiancate da testi sempre più diligenti e allo stesso tempo istruttivi, tanto che Claudio Sorge lo considerò un punto di congiunzione tra tradizione heavy metal e metal più innovativo con una "funzione di collegamento tra passato e futuro". Come per Human gran parte dei testi si ispirarono comunque alla vita quotidiana e ai problemi dell'industria musicale, e in particolare la traccia The Philosopher, per la quale venne realizzato anche un video ufficiale, parlò del comportamento di Masvidal all'interno della band, visto da Schuldiner come troppo attaccato alla filosofia.
Finite le registrazioni, LaRocque lasciò la band e venne rimpiazzato da Ralph Santolla per il seguente tour e successivamente da Bobby Koelbe. Inoltre nel 1994 Schuldiner decise di concludere, dopo otto anni di collaborazione, il contratto con la Combat Records per firmare con la major Roadrunner Records. Con questa nuova casa il gruppo tornò in studio di registrazione per la realizzazione del sesto album Symbolic, pubblicato nel 1995. Venne tuttavia registrato senza DiGiorgio, che dovette lasciare la band prima delle registrazioni ufficiali, venendo sostituito da Kelly Conlon. In Symbolic gli sforzi di Chuck trovarono il definitivo apice in un sound massiccio e pesante, emozionale e allo stesso tempo colmo di elementi complessi e tecnici, in cui risalta il brano Zero Tolerance. Il soggetto dei testi esplorò sempre tematiche simili a quelle dei precedenti prodotti: Crystal Mountain si incentrò sulla corruzione religiosa, 1,000 Eyes parlò del diritto di privacy e della sua progressiva riduzione, mentre la traccia omonima Symbolic affrontò il difficile tema dell'innocenza.
Durante il tour che seguì l'uscita del nuovo album, i Death raccolsero grande successo nelle varie tappe statunitensi, europee e, per la prima volta, giapponesi. Le problematiche del tour di Spiritual Healing spinsero alcuni organizzatori a specificare la presenza di Schuldiner, aggiungendo al logo Death una parentesi con la scritta "with Chuck". La band si esibì anche durante il concerto benefico Death for Life, che raccolse soldi per le associazioni National Multiple Sclerosis Society e B.E.T.A..

### Gli ultimi anni e i Control Denied (1996-1999)
Dopo l'uscita di Symbolic, Schuldiner sciolse definitivamente la band e tutti i legami con la Roadrunner Records per dedicarsi a tempo pieno ad un suo progetto musicale, che aveva già fondato nel 1995 e fino ad allora aveva avuto secondaria importanza, denominato Control Denied.
Composte in pochi anni le prime tracce per questo gruppo, Schuldiner si rese però conto che la maggior parte del materiale che aveva composto era ancora più confacente ad un gruppo death che a uno heavy come quello dei Control Denied. Deciso a non abbandonare comunque questi brani, dopo aver collaborato per alcune settimane ad un progetto del chitarrista James Hogan, Chuck riformò i Death nel 1998 ingaggiando come musicisti Shannon Hamm, Scott Clendenin e Richard Christy, firmando con l'etichetta Nuclear Blast un contratto che prevedeva sia la futura distribuzione del primo album dei Control Denied, che la realizzazione di un nuovo album da parte dei Death.
Il nuovo album, dal titolo The Sound of Perseverance, presentò un'incredibile ferocia ed emotività musicale, che sfociò in intricate e tecniche melodie di chitarra e basso, e fu descritto dai critici come una sorta di mistura dei precedenti album Human, Individual Thought Patterns e Symbolic e uno dei migliori album metal di tutti i tempi, oltre che il capolavoro di Schuldiner e soci.
Grazie al successo ottenuto dal disco, la band partì per due lunghi tour in America ed Europa, al termine dei quali Schuldiner decise di sciogliere a titolo definitivo i Death per continuare a dedicarsi ai Control Denied, gruppo per il quale aveva ingaggiato recentemente Steve DiGiorgio, nuovamente libero da impegni, e il cantante power metal Tim Aymar.
Nel 1999 i Control Denied pubblicarono il loro album d'esordio, intitolato The Fragile Art of Existence, che presentò un inedito sound heavy metal completato da elementi progressive metal, il quale assicurò al gruppo un buon apprezzamento da parte del pubblico, una tournée e buone critiche dalla stampa.

### La malattia e la morte di Schuldiner (1999-2001)
Durante la lavorazione del secondo album dei Control Denied, nel maggio 1999 fu diagnosticato a Schuldiner un tumore al cervello. Il chitarrista subì una delicata operazione nel 2000 che ridusse gran parte del cancro ma non riuscì a debellare interamente la malattia. Il 13 dicembre 2001, dopo oltre due anni di cure a stento a causa di sempre più crescenti difficoltà finanziarie, e nonostante le numerose iniziative da parte di altri gruppi e artisti della scena metal per aiutare l'artista (tra le quali la pubblicazione da parte della Nuclear Blast di due album dal vivo dei Death, intitolati rispettivamente Live in L.A. (Death & Raw) e Live in Eindhoven) per raccogliere fondi in suo sostegno, Chuck si spense, vinto dal cancro, a soli 34 anni d'età.

#### Tributi e album postumi
A seguito della sua morte i Control Denied vennero sciolti. Nel 2004 alcune tracce che il chitarrista aveva composto durante la malattia furono riprese e pubblicate in due album postumi, intitolati Zero Tolerance e Zero Tolerance II, insieme ad alcuni segmenti inediti dei suoi esordi musicali. Un DVD dal vivo, Live in Cottbus '98, viene pubblicato nel 2005 dalla Nuclear Blast.
Nel 2010 venne annunciato che la Relapse Records avrebbe ristampato tutti gli album dei Death e dei Control Denied, con l'aggiunta di varie demo e registrazioni inedite. I primi due album dal vivo vengono rimasterizzati e pubblicati insieme, nello stesso anno, nell'album Vivus!. Nel 2012 la famiglia di Chuck e la Perseverance Holdings Ltd., associazione erede della proprietà intellettuale e artistica di Chuck Schuldiner guidata dal suo ex manager Eric Greif, annunciano che vari ex musicisti dei Death terranno una serie di concerti benefici in favore della Sweet Relief Musicians Fund, associazione che raccoglie fondi in sostegno finanziario a musicisti con malattie terminali e dalle cure particolarmente dispendiose. Parteciperanno al tour Gene Hoglan, Sean Reinert, Steve DiGiorgio, Scott Clendenin, Paul Masvidal, Shannon Hamm e Bobby Koelble. Detta iniziativa, rinnovata per una seconda edizione nel 2013 e ancora negli anni successivi con tour in Nord America e in Europa, dà successivamente vita alla tribute band "Death to All", composta da Hoglan, DiGiorgio, Koelble e Max Phelps dei Cynic, che si prende carico delle parti di chitarra di Schuldiner e del cantato. Un altro gruppo tributo, i "Left to Die", viene formato nel 2021 dagli ex componenti Terry Butler e James Murphy, con il cantante e chitarrista Matt Harvey (Exhumed, Gruesome) e il batterista Gus Rios (Malevolent Creation); nel 2022 Rick Rozz (chitarrista nelle prime demo dei Death e in Leprosy) sostituisce Murphy.
Nel 2020 la Relapse Records annuncia la pubblicazione di una serie di album dal vivo, ripercorrenti la carriera dei Death lungo la pubblicazione dei loro sette album in studio durante gli anni. Alcuni della serie dei sette album, chiamata Non: Analog - On: Stage Series, sono stati poi stampati in formato doppio LP e CD.
Il 30 ottobre 2021 viene annunciata da Chris Steele, nipote di Chuck, la morte di Eric Greif, lasciando a questi gran parte dell'eredità spirituale dell'artista e dei diritti sulle sue produzioni.
Il 20 ottobre 2024 viene attributo per errore dalla piattaforma Spotify l'album The Death Of A Capulet di un'artista di nome "Death". Secondo le parole di quest'ultimo sul video, Spotify avrebbe erroneamente aggiunto il lavoro alla discografia dei Death e ciò avrebbe provocato lo sdegno dei fan, che si sarebbero messi ad insultare l'artista.

## Stile e influenze
I Death ebbero enorme importanza per la nascita dei generi musicali death metal e technical death metal. La band contribuì molto a delineare tutti quegli elementi che andranno a differenziare questi stili musicali dagli altri, ovvero un suono caratterizzato da un uso volutamente monotono della voce, sempre incentrata su tonalità growl, e dalla brutalità dell'esecuzione che si mantiene ruvida, tagliente, pesante, ossessiva per tutta la durata dei brani. L'evoluzione musicale presentata nei lavori della maturità del gruppo (quelli da Human in poi), che portò all'inserimento di materiale progressive e jazz all'interno del sound death metal della band, avrebbe fornito l'incipit a quell'eccellente eccesso di tecnica e di intricatezza compositiva che divenne la vera opera summa del pensiero dei Death e di Schuldiner.
Nel formulare questo sound, fino ad allora inedito, i Death si ispirarono a vari gruppi, principalmente thrash quali Slayer e Venom ma anche gruppi metal classici come Iron Maiden e Judas Priest. Il sound dei primi Death, esempio quello di Scream Bloody Gore, risente molto dello stile degli Slayer. Anche i Venom furono un importante punto di riferimento per la band. Ovviamente gli stessi Death andarono a contaminare le idee e i sound di moltissimi altri gruppi a loro contemporanei e non. Tra questi si possono principalmente elencare gli Atheist, i Morbid Angel, i Sepultura, gli Entombed, i Terrorizer, gli At the Gates, i Deceased, gli Hypocrisy, i Macabre, i Marduk e i The Acacia Strain, oltre a tanti altri gruppi di diverso genere, i quali, partendo dalle basi proposte dai Death e modificandole secondo i loro canoni, raggiunsero il successo commerciale.

## Rapporti con altri gruppi
Durante la loro carriera, i Death non ebbero mai grandi rivalità con altre band e si mantennero sul piano di reciproco rispetto durante le varie apparizioni live con altri gruppi, senza mai creare grossi contrasti. L'unica eccezione fu un litigio avvenuto durante un tour statunitense del 1989 tra i Death e la band thrash metal Dark Angel. I contrasti tra i due gruppi, che prima dell'inizio della tournée avevano deciso di spartirsi durante le varie tappe il ruolo tanto ambito di attrazione principale, iniziarono a causa della vendita del merchandise, che i Death stavano gestendo a prezzi talmente irrisori da oscurare le vendite dell'altro gruppo.
Dopo aver protestato con gli organizzatori del tour e aver ottenuto risposta negativa riguardo a un richiamo ufficiale per i Death, i Dark Angel decisero di ritirare la loro merce per l'intera durata del tour in segno di protesta.
(Chuck Schuldiner)
Col passare del tempo la tensione tra i due gruppi aumentò ulteriormente. I Death necessitavano di meno di mezz'ora per tarare al meglio gli strumenti per le esibizioni mentre i Dark Angel necessitando di sound più complessi e complicati, impiegavano alcune ore, ritardando di molto l'inizio dei concerti. Questo fatto diede molto fastidio agli sponsor ma soprattutto ai Death che, stufi di queste prepotenze, decisero di lasciare ufficialmente la tournée.
Come tutta risposta i Dark Angel proseguirono il tour, lamentandosi sul palco dei loro ex colleghi. Eric Meyer, chitarrista del gruppo, disse che i Death non erano professionali e che non erano interessati ai loro fan. Come definitiva risposta alle accuse, Schuldiner rilasciò una dichiarazione dicendo:
(Chuck Schuldiner)
Nonostante tutto, durante le registrazioni di Individual Thought Patterns e Symbolic il rapporto tra Schuldiner e Gene Hoglan, ex batterista dei Dark Angel, sarà molto cordiale ed amichevole. Schuldiner dirà poco prima di iniziare a lavorare con Gene Hoglan: "Tutto a posto: conosco Gene dagli albori della scena underground, quando ci scrivevamo lettere, parlavamo con le stesse persone, e facevamo parte del medesimo giro. Ho la sensazione che la nostra sarà una collaborazione molto proficua". I due avranno comunque una "divergenza" durante la registrazione di Symbolic dovuta al fatto che Gene volesse esprimere un sound più potente, al contrario di Chuck che aspirava a sonorità più tecniche.
Durante la malattia di Chuck e dopo la sua morte, furono tanti gli artisti che si strinsero al cordoglio dei familiari, con donazioni e la partecipazione a numerosi concerti in onore del frontman dei Death; tra questi si annoverano Kid Rock, Marilyn Manson, Pantera e Korn.
Parlando di Chuck Schuldiner, il cantante e bassista Arthur von Nagel del gruppo statunitense Cormorant ha detto: "Ha dimostrato lungimiranza e coraggio, non solo aiutando a creare le regole del death metal, ma anche dimostrando come romperle".

## Formazione

### Ultima
- Chuck Schuldiner – chitarra, voce, composizione (1984-1999; morto nel 2001)
- Shannon Hamm – chitarra (1998-1999)
- Scott Clendenin – basso (1998-1999; morto nel 2015)
- Richard Christy – batteria (1998-1999)

### Altri ex membri
- Kam Lee - voce (1983-1984), batteria (1983-1985) (1983-1985)
- Rick Rozz - chitarra (1983-1985, 1987-1989)
- Paul Masvidal - chitarra (1989, 1990, 1991-1992)
- James Murphy - chitarra (1989-1990)
- Steve DiGiorgio - basso (1986, 1991, 1993-1994, 1998)
- Terry Butler - basso (1987-1990)
- Chris Reifert - batteria (1986-1987)
- Bill Andrews - batteria (1987-1990)
- Sean Reinert - batteria (1991-1992; morto nel 2020)
- Gene Hoglan - batteria (1993-1995)

## Discografia

### Album in studio
- 1987 – Scream Bloody Gore
- 1988 – Leprosy
- 1990 – Spiritual Healing
- 1991 – Human
- 1993 – Individual Thought Patterns
- 1995 – Symbolic
- 1998 – The Sound of Perseverance

### Album dal vivo
- 2001 – Live in L.A. (Death & Raw)
- 2001 – Live in Eindhoven
- 2012 – Vivus!
- 2020 – Montreal 06.22.1995
- 2020 – New Rochelle, NY 12.03.1988
- 2020 – Belgium 12.23.1991
- 2020 – Tijuana 10.06.1990
- 2020 – Tampa, FL 02.10.1989
- 2020 – Showcase Theater, California 07.14.1995
- 2020 – Detroit, MI 1993

### Raccolte
- 1992 – Fate: The Best of Death